# Lil' Kim
Pour les articles homonymes, voir Kim.
Lil' Kim, de son vrai nom Kimberly Denise Jones, née le 11 juillet 1976 à New York dans l'arrondissement de Brooklyn, est une rappeuse et actrice américaine. Jeune, elle est élevée à Brooklyn, où elle vit une partie de son adolescence dans la rue après avoir été expulsée de son domicile. Durant son adolescence, elle effectue des freestyles, influencée par Diana Ross, et les rappeuses MC Lyte et The Lady of Rage. Elle se fait remarquer en faisant un freestyle avec The Notorious B.I.G. en 1993. Elle lance officiellement sa carrière musicale deux ans plus tard avec son groupe Junior M.A.F.I.A., dont le premier album, Conspiracy, génère trois singles à succès.
Le premier album solo de Lil' Kim, Hard Core, publié en 1996, est certifié double disque de platine par la Recording Industry Association of America (RIAA), et contient trois singles classés premier des classements : No Time, Not Tonight (Ladies Night Remix), et Crush on You, un record pour une rappeuse. Ses albums suivants, The Notorious K.I.M. (2000) et La Bella Mafia (2003), sont certifiés disques de platine, ce qui fait un total de trois disques de platine pour Lil' Kim. Elle participe au single Lady Marmalade, qui fait également participer Mýa, Pink et Christina Aguilera (une reprise du titre homonyme publié en 1975 par LaBelle) qui atteint la première place du Billboard Hot 100. Cette reprise remporte deux prix aux MTV Video Music Awards notamment dans la catégorie de « vidéo de l'année », et un Grammy dans la catégorie de « meilleure collaboration pop avec chant » en 2002.
Pendant sa carrière, Jones est félicitée pour l'ensemble de ses œuvres. Ses chansons No Time, Big Momma Thang et Ladies Night sont listées dans la liste des « 50 meilleures chansons féminines » établie par le magazine Complex à la 24e, 13e et 7e place, respectivement. Crush On You, It's All About the Benjamins et Money, Power, Respect sont citées dans la liste des « 100 meilleures chansons » de hip-hop à VH1. En 2012, Lil' Kim est honorablement listée 45e dans la liste des « 100 plus grandes femmes de l'industrie musicale » par VH1, la deuxième meilleure position pour une artiste solo.

## Biographie

### Jeunesse et débuts
Kimberly Jones est née à Bedford Stuyvesant, dans l'arrondissement de Brooklyn, deuxième enfant de Linwood Jones, une ancienne marine et de Ruby Jones (plus tard Ruby Jones-Mitchell). Elle a un frère aîné appelé Christopher. Enfant, Jones étudie à la Queen of All Saints Elementary School de Brooklyn. Lorsqu'elle est âgée de neuf ans, ses parents se séparent à la suite des comportements violents de son père et la mère de Lil' Kim, bien qu'elle soit destituée financièrement, n'a plus d'autre choix que de partir pour sa santé et décide d'emmener Kim. Elle vit quelques mois avec sa mère, dormant dans le coffre de sa voiture, avant de retourner vivre chez son père par décision du tribunal et avec qui elle entretient une relation tumultueuse mais aussi abusive émotionnellement et violente. Lors d'une ultime dispute avec ce dernier, elle finit par le poignarder au bras et s'en suivra une multitude de fugues dès l'âge de 14 ans. Elle rentre alors dans le monde dangereux des dealers de drogues, des proxénètes et des gangs mentionnant qu'elle « faisait tout pour survivre », en effectuant des transactions pour les dealers et en se mettant et entretenant des relations sexuelles avec ces derniers afin d’être sûre de recevoir l'argent en retour. Un an plus tard, elle retourne au domicile familial jusqu'au jour où son père se remarie et décide de déménager au New Jersey tout en précisant qu'il n'a pas l'intention d’amener Kim. Après s’être fait renvoyer du domicile familial par ce dernier et laisser à elle-même alors qu'elle n'est encore qu'une adolescente, elle finit par vivre dans la rue et continue de gagner de l'argent en effectuant des transactions pour des dealers de drogues ainsi que des activités dans d'autres domaines illégaux.
En 1990, Jones fait la rencontre de The Notorious B.I.G. (Christopher Wallace), dans son quartier de Brooklyn, qui deviendra un soutien personnel et artistique, en particulier grâce à ses futurs relations avec Bad Boy Records (dirigé par P-Diddy). En 1993, B.I.G. lance son groupe Junior M.A.F.I.A., qui inclut Jones. Le premier et unique album du groupe, Conspiracy, est publié le 29 août 1995 et débute huitième du classement Billboard 200, comptant 69 000 exemplaires la première semaine. Trois singles sont inclus sur Conspiracy : Player's Anthem (7e au Billboard Hot RnB/Hip-Hop Songs, et deuxième aux Hot Rap Tracks), I Need You Tonight (43e RnB, 12e Rap), et Get Money (17e au Billboard Hot 100, 4e au RnB, 2e Rap). L'album est certifié disque d'or par la Recording Industry Association of America (RIAA) le 6 décembre 1995. Player's Anthem et Get Money sont certifiés disques d'or et de platine respectivement.

### Hard CoreetThe Notorious K.I.M.(1996–2002)
Elle entretient avec ce dernier une relation fusionnelle et houleuse, qui la conduira à subir un avortement juste avant la sortie de son premier album studio, Hard Core, en 1996. Ce disque se classe en tête des charts, faisant d'elle une icône du rap américain. Lil' Kim apporte un style plus "féminin" parmi les rappeuses, qui observaient avant elle des codes virils pour pouvoir se faire une place dans le milieu. En 1997, pour la réédition de Hard Core, Lil' Kim invite Left Eye, Da Brat, Missy Elliott et Angie Martinez sur le morceau Not Tonight (Ladies Night Remix). Le morceau atteint la sixième place du Billboard Hot 100 et troisième des Hip-Hop/RnB Songs.
Le 27 juin 2000, elle publie un deuxième album, The Notorious K.I.M., qui connaît autant de succès que le premier. Sur le morceau Hold On, en featuring avec Mary J. Blige, elle rend hommage à Notorious B.I.G. En 2001, elle interprète aux côtés de Christina Aguilera, P!nk et Mýa une reprise de Lady Marmalade pour la bande originale du film Moulin Rouge, titre qui connaît un succès considérable, restant à la première place du Billboard Hot 100 pendant cinq semaines et remportant le Grammy Award de la « meilleure collaboration pop avec chant ». La même année, on la retrouve sur In the Air Tonite, extrait d'Urban Renewal, un album de reprises en hommage à Phil Collins.
En 2002, elle enregistre Time to Rock'n Roll pour le compte de la WWE, morceau qui sera utilisé comme thème de la sextuple Championne féminine Trish Stratus, jusqu'à sa retraite en 2006.

### La Bella Mafiaet problèmes judiciaires (2003–2005)
Le 4 mars 2003, Lil' Kim publie son troisième album studio, La Bella Mafia. Les critiques sont globalement positives, Metacritic attribuant à l'opus la note de 65 sur 100. L'album se hisse à la 5e place du Billboard 200, avec 166 000 copies vendues la première semaine. La promotion de La Bella Mafia est assurée par une série de concerts auxquels participent DMX et Nas. La même année, Lil' Kim remporte deux Source Awards (« meilleure artiste féminine solo » et « meilleur single d'une artiste féminine » pour The Jump Off). En 2004, elle prête sa voix au jeu vidéo Def Jam: Fight for NY, dans lequel elle joue son propre rôle. Elle enregistre également une reprise de These Boots Are Made for Walkin' qui sert de générique pour l'émission de téléréalité Growing Up Gotti et fait un featuring sur le remix de Beyoncé, Naughty Girl. En décembre, Lil' Kim commence à enregistrer le pilote d'une émission de téléréalité, intitulée 718 Makeover, pour la chaîne de télévision VH1. 718 est le code postal de Brooklyn, où Kim a grandi. Finalement, l'émission ne sera jamais diffusée.

### The Naked TruthetMs. G.O.A.T(2005–2008)

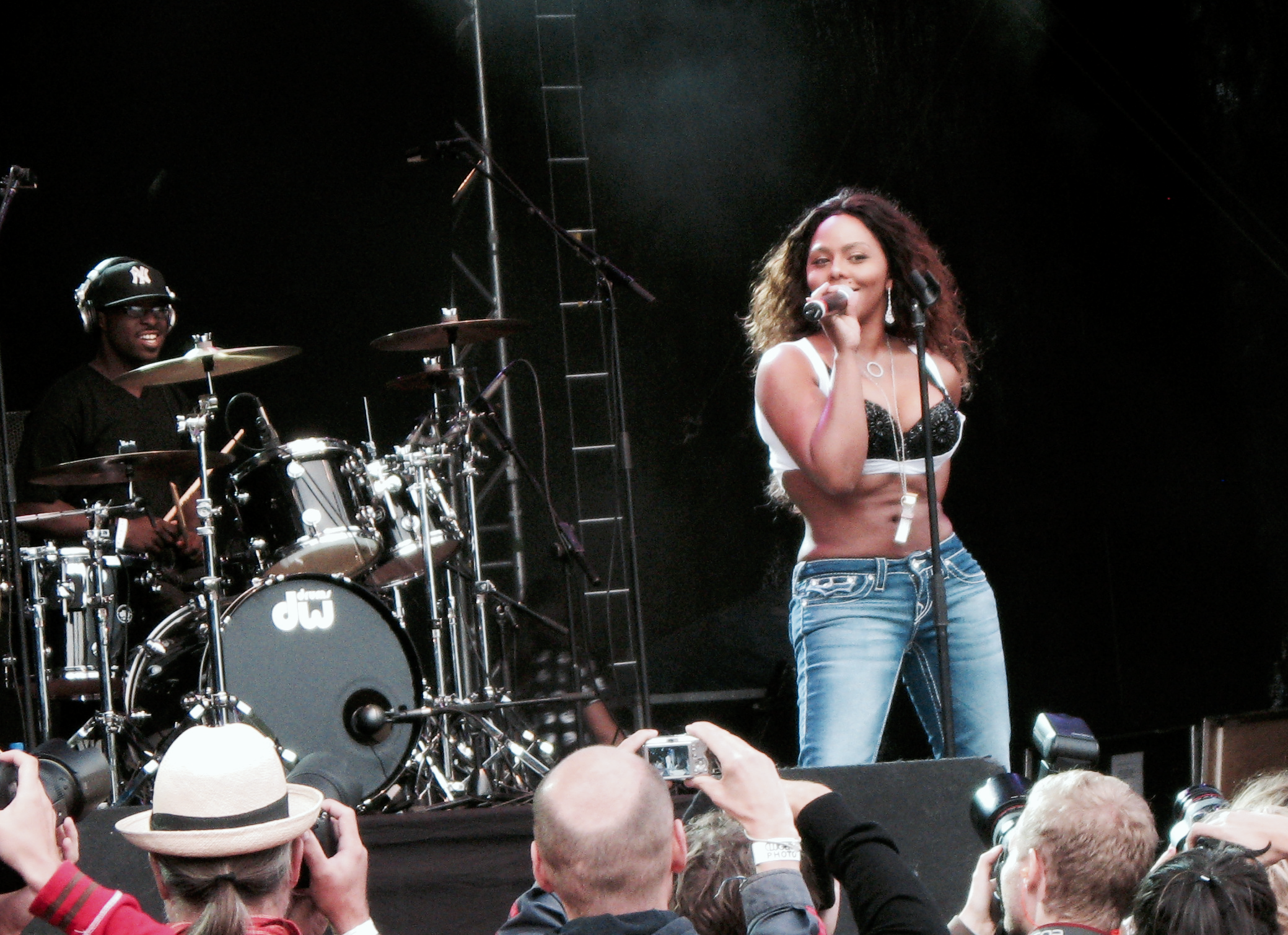
Lil' Kim au Way Out West festival, en 2008.

Le 27 septembre 2005, alors qu'elle est emprisonnée, elle publie son quatrième album, The Naked Truth, qui connaît un succès fulgurant, se vendant à 109 000 exemplaires la première semaine. Le magazine The Source lui attribue, pour la première fois pour un album de rap féminin, la note de 5 mics (5 micros), note qui correspond à un album jugé comme un classique. Lil' Kim explique : « Les nombreuses prières et centaines de lettres de soutien ont été bouleversantes et essentielles pour nous aider, moi et mes proches, à rester forts. Aujourd'hui a été un jour très difficile, mais j'ai déjà connu l'adversité et je ferai tout ce qu'il faut pour continuer à travailler dur et rendre ce que je dois à ma famille, mes incroyables fans et au public[réf. nécessaire]. »
Le 9 mars 2006, la chaîne BET commence à diffuser Lil' Kim: Countdown to Lockdown, une émission de téléréalité suivant la rappeuse avant son incarcération. Le 6 juin 2006, elle publie une compilation qui comprend des remixes de chansons des albums Hard Core et The Naked Truth. Le 31 août 2006, Lil' Kim présente le MTV Video Music Award de la « meilleure vidéo masculine », marquant ainsi sa première apparition à la télévision depuis sa sortie de prison.
En janvier 2008, elle quitte Atlantic Records, ayant décidé de réaliser ses futurs projets de manière indépendante. Elle publie sa première mixtape, Ms. G.O.A.T., acronyme de « Greatest Of All Time », le 3 juin 2008, produite par les DJs new-yorkais, Mister Cee et DJ Whoo Kid,.
La mixtape est généralement bien accueillie par la presse spécialisée,,. Elle est considérée comme une représentation du retour de Jones dans les rues. Tito Salinas de AllHipHop explique que « Lil' Kim montre qu'elle ne s'est pas refroidie pendant son temps derrière les barreaux » concernant Ms. G.O.A.T.. D'un autre côté, Ehren Gresehover du New York Mag explique que bien qu'il considère The Miseducation of Lil' Kim comme « pas mal », il aurait souhaité que Lauryn Hill face un comeback à la place.

### Dancing with the StarsetBlack Friday(2009–2011)
À partir du 9 mars 2009, elle participe à la neuvième saison de l'émission Dancing with the Stars, avec Derek Hough comme partenaire, durant neuf semaines. Le premier épisode attire plus de 18 millions de téléspectateurs, en faisant le meilleur démarrage de l'émission, toutes saisons confondues.
En juin 2010, la rappeuse part en tournée, la première depuis 2000, à travers les États-Unis, le Canada et l'Europe. En janvier 2011, elle confirme, lors d'une interview donnée à NEVideoTV.com, la sortie d'un nouvel album pour 2013. Le 14 février 2011, elle sort une deuxième mixtape intitulée Black Friday, en réponse à l'album Pink Friday de Nicki Minaj, avec qui elle entretient une relation houleuse depuis des mois. Dans sa chanson Roman's Revenge, en duo avec Eminem, Minaj l'accusait, à mots couverts, d'être has-been. En retour, Kim l'accuse de copier son style. La pochette de la mixtape la montre posant avec un katana, entourée de la perruque rose et du corps de Nicki Minaj, tel que représenté sur la pochette de son album. Un titre, Pissin' on Em, parodie la chanson de Nicki Minaj, Did It On'em. Cette dernière lui répond en décembre 2011 avec Stupid Hoe, traitant Kim de « pute stupide »[réf. nécessaire]. Durant l'été 2011, Lil' Kim commence à enregistrer son cinquième album studio.

### Hard Core Mixtape(2012-2014)
Le jour de la Saint-Valentin 2012, elle publie la chanson If You Love Me, produite par Prince Saheb. Le 23 mars 2012, elle met en ligne le titre Keys to the City, en collaboration avec Young Jeezy. En mai 2012, elle commence une tournée, Return of the Queen Tour, qui comprend 22 dates à travers les États-Unis et à laquelle participent de nombreux invités parmi lesquels Missy Elliott, Eve, Juelz Santana, Papoose, Saigon, Kelly Rowland, Shawnna, Da Brat, The Lady of Rage ou encore Kurupt.
Lors d'une interview donnée au magazine XXL le 23 mars 2013, elle révèle que son album à venir n'a toujours pas de nom mais que le premier single officiel sortira durant l'été 2013. Le jour de son anniversaire, le 11 juillet 2013, elle diffuse gratuitement sur Internet le single Looks Like Money, produit par Rockwilder. Le 26 juillet, elle dévoile, via Twitter, la pochette de la mixtape sur laquelle elle travaille, Hard Core: Back 2 da Streetz, qui est une suite de son premier album Hard Core. Prévue pour le 31 octobre 2013, la sortie de la mixtape est sans cesse repoussée, pour des raisons inconnues. Un premier single, Dead Gal Walking, extrait de cette mixtape, est publié sur TwitMusic.

## Vie privée
En 2002, Lil' Kim a commencé à fréquenter Damion « World » Hardy. Le couple s'est séparé en 2003, et elle a déclaré avoir été victime de violences physiques, ce qui lui a valu de multiples rhinoplasties après avoir été frappée.
En 2004, Lil' Kim est sortie avec le producteur de disques Scott Storch. Le couple s'est séparé après deux mois.
En 2007, Jones et Ray J sont sortis brièvement ensemble.
En février 2014, Lil' Kim annonce qu'elle est enceinte de son premier enfant, sans révéler le nom du père. Quelques heures plus tard, le rappeur Mr. Papers déclare qu'il est le père de l'enfant de Kim. Le 9 juin 2014, Lil' Kim donne naissance à une petite fille qu'elle prénomme Royal Reign.

## Affaires judiciaires
Le 23 juillet 1996, Lil' Kim a été arrêté pour possession de marijuana après que la police a perquisitionné le domicile de Wallace à Teaneck, dans le New Jersey. La police a senti une odeur de marijuana à l'intérieur de la maison alors qu'elle allait demander à quelqu'un de déplacer une voiture illégalement garée. Lil' Kim a nié avoir fumé, affirmant qu'elle était « à l'étage toute la journée en train de dormir ». Le 17 mars 1999, la police de Teaneck a émis un mandat d'arrêt après que Lil' Kim ne se soit pas présenté aux dates d'audience découlant de son arrestation. Le mandat d'arrêt n'était pas une priorité absolue pour la police et n'a été rendu public qu'en septembre 2003, après la publication en ligne d'un article du journal The Smoking Gun. Lil' Kim a ensuite été retirée de la liste des personnes recherchées par Teaneck en octobre 2003, après le versement d'une caution de 350 dollars. 
Le 17 mars 2005, Lil' Kim est reconnue coupable de complot et de parjure pour avoir menti à un grand jury fédéral. Après une fusillade devant la station de radio new-yorkaise Hot 97 en février 2001, elle avait nié la présence de deux tireurs présumés, pourtant membres de son entourage, afin de les protéger. Mais les caméras de surveillance ont prouvé que Lil' Kim était bien présente sur les lieux, même si elle n'avait pas d'arme, et que les deux tireurs étaient avec elle ce jour-là : son manager, Diamond Butler, et un garde du corps, Suif Jackson. Juste avant que le juge ne prononce la sentence, la rappeuse a, pour la première fois dans cette affaire, admis avoir menti, exprimant ses regrets et assumant la responsabilité de ses actes : « J'ai produit un faux témoignage devant la chambre d'accusation et au cours du procès. À l'époque, je pensais que c'était la chose à faire, mais je sais que ce n'était pas bien. J'ai fait porter ce poids à ma famille, au système judiciaire et à ma meilleure amie. J'en assume l'entière responsabilité. » En juillet 2005, elle est condamnée à un an et un jour de prison ferme et à trois ans de probation. Elle purge sa peine au centre de détention fédéral de Philadelphie et sera libérée le 3 juillet 2006.

## Discographie

### Albums studio
- 1996 : Hard Core
- 2000 : The Notorious K.I.M.
- 2003 : La Bella Mafia
- 2005 : The Naked Truth
- 2019 : 9

### Mixtapes
- 2008 : Ms. G.O.A.T.
- 2011 : Black Friday
- 2014 : Hard Core 2k14
- 2016 : Lil' Kim Season

### Album collaboratif
- 1995 : Conspiracy (avec Junior M.A.F.I.A.)

## Filmographie

### Cinéma
- 1997 : Gangstresses : elle-même
- 1999 : Elle est trop bien : Alex Sawyer
- 2000 : Longshot : elle-même
- 2001 : Zoolander : elle-même
- 2002 : Juwanna Mann : Tina Parker
- 2003 : Those Who Walk in Darkness : Soledad O'Roark
- 2003 : Gang of Roses : Chastity
- 2004 : Nora's Hair Salon : elle-même
- 2004 : Street Dancers : elle-même
- 2005 : Lil' Pimp (film d'animation) : Sweet Chiffon (voix)
- 2005 : There's a God on the Mic (documentaire) : elle-même
- 2007 : Life After Death: The Movie - Ten Years Later : elle-même
- 2008 : Super Héros Movie : la fille du professeur Xavier

### Télévision
- 1999 : V.I.P. : une combattante de la liberté
- 2001 : DAG : Gina Mari
- 2001 : Moesha : Diamond
- 2001 : Les Parker : elle-même
- 2003 : Mes plus belles années : Shirley Ellis
- 2005 : The Apprentice : elle-même
- 2006 : Lil' Kim: Countdown to Lockdown : elle-même
- 2007 : The Game : elle-même
- 2007 : Boulevard of Broken Dreams : elle-même
- 2007 : The Search for the Next Doll : juge
- 2008 : Pussycat Dolls Present: Girlicious : juge
- 2009 : Dancing with the Stars : elle-même
- 2009 : Paris Hilton : une amie pour la vie ? : elle-même
- 2012 : Pregnant in Heels : elle-même
- 2019 : Girls Cruise : elle-même